# Buda (Buzău)
Pour les articles homonymes, voir Buda.
Buda est une commune du județ de Buzău en Roumanie.